# Lèja e lo Horet
Lèja e lo Horet (en francès Lège-Cap-Ferret) és un municipi francès situat al departament de la Gironda i a la regió de la Nova Aquitània.

## Demografia
| 1962                                       | 1968  | 1975  | 1982  | 1990  | 1999  | 2007  |
| ------------------------------------------ | ----- | ----- | ----- | ----- | ----- | ----- |
| 3.605                                      | 4.232 | 4.318 | 4.981 | 5.564 | 6.307 | 7.321 |
| Des de 1962: població sense dobles comptes |       |       |       |       |       |       |

## Administració
| Període | Identitat          | Partit |
| ------- | ------------------ | ------ |
| 2001-   | Michel Sammarcelli | UMP    |

## Agermanaments
- Úbeda
- Sandhausen